# Nicholas Hagen
Nicholas George Hagen Godoy (Ciudad de Guatemala; 2 de agosto de 1996) es un futbolista guatemalteco que se desempeña como guardameta, actualmente juega en el Columbus Crew de la Major League Soccer de Estados Unidos.

## Trayectoria
Surgió en las fuerzas básicas del C.S.D. Municipal y se incorporó en el equipo mayor el 1 de julio de 2016 donde ganó 2 títulos de liga y recibió el Trofeo Josue Danny Ortiz en el Clausura 2017, premio que se le otorga al guardameta menos vencido. Cabe destacar que fue el arquero más joven en obtener dicho reconocimiento.
Después de grandes actuaciones en la Liga Nacional de Guatemala y en su 
Selección Nacional, el arquero fue pretendido por varios equipos llegando incluso a hacerse pruebas con los equipos de C. F. Pachuca de la Primera División de México y por el K. V. Kortrijk de la Primera División de Bélgica.
Finalmente fue presentado en el Səbail FK de la Liga Premier de Azerbaiyán el 4 de septiembre de 2020 en calidad de libre y estuvo hasta el fin de la temporada 2020-21, finalizando su contrato con dicho club a mediados de julio de 2021.
Hizo su debut el 12 de septiembre en la jornada 2 del campeonato de liga.
El 30 de julio de 2021 fue noticia que había firmado con el club noruego de Hamarkameratene para la temporada 2021-2022.
El 1 de julio del 2023 fue presentado como nuevo fichaje del Bnei Sakhnin F.C. de la  Liga de Israel.
Luego de estar un mes sin equipo después de abandonar al Bnei Sakhnin por la  guerra Israel-Palestina fue presentado como nuevo fichaje del Columbus Crew de la MLS, equipo con el que ganó la Leagues Cup 2024 siendo titular en la final.

## Clubes
| Club          | País           | Año         |
| ------------- | -------------- | ----------- |
| CSD Municipal | Guatemala      | 2016 - 2020 |
| Səbail FK     | Azerbaiyán     | 2020 - 2021 |
| Hamkam        | Noruega        | 2021 - 2023 |
| Bnei Sakhnin  | Israel         | 2023        |
| Columbus Crew | Estados Unidos | 2024 - Act  |

## Selección nacional
Ha sido convocado con la Selección de fútbol de Guatemala en todas las categorías. En la selección absoluta debutó el 19 de agosto de 2018 y ha disputado 36 partidos en los cuales 35 de ellos ha sido titular.

## Palmarés

### Campeonatos nacionales
| Título          | Club            | País      | Año  |
| --------------- | --------------- | --------- | ---- |
| Torneo Clausura | Municipal       | Guatemala | 2017 |
| Torneo Apertura | Municipal       | Guatemala | 2019 |
| OBOS-Ligaen     | Hamarkameratene | Noruega   | 2021 |

### Campeonatos internacionales
| Título      | Club          | Sede           | Año  |
| ----------- | ------------- | -------------- | ---- |
| Leagues Cup | Columbus Crew | Estados Unidos | 2024 |

### Distinciones individuales
| Distinción               | Año  |
| ------------------------ | ---- |
| Trofeo Josue Danny Ortiz | 2017 |